# Värmullen
Värmullen är en sjö i Hagfors kommun i Värmland och ingår i Göta älvs huvudavrinningsområde. Sjön är 13 meter djup, har en yta på 1,49 kvadratkilometer och befinner sig 132,1 meter över havet. Sjön avvattnas av vattendraget Årosälven (Uvan). Vid provfiske har en stor mängd fiskarter fångats, bland annat abborre, braxen, gers och gädda.

## Delavrinningsområde
Värmullen ingår i det delavrinningsområde (666141-138041) som SMHI kallar för Utloppet av Värmullen. Medelhöjden är 201 meter över havet och ytan är 28,54 kvadratkilometer. Räknas de 101 avrinningsområdena uppströms in blir den ackumulerade arean 1 284,76 kvadratkilometer. Årosälven (Uvan) som avvattnar avrinningsområdet har biflödesordning 2, vilket innebär att vattnet flödar genom totalt 2 vattendrag innan det når havet efter 346 kilometer. Avrinningsområdet består mestadels av skog (71 procent). Avrinningsområdet har 1,54 kvadratkilometer vattenytor vilket ger det en sjöprocent på 5,4 procent. Bebyggelsen i området täcker en yta av 2,33 kvadratkilometer eller 8 procent av avrinningsområdet.

## Fisk
Vid provfiske har följande fisk fångats i sjön:
- Abborre
- Braxen
- Gärs
- Gädda
- Löja
- Mört
- Nors
- Sarv
- Sik
- Siklöja
- lake